# Загаринка
Зага́ринка (каз. Загарин) — село у складі Мендикаринського району Костанайської області Казахстану. Входить до складу Введенського сільського округу.
Населення — 151 особа (2021; 196 у 2009, 272 у 1999, 365 у 1989).